# Duży cent USA
Duży cent (ang. large cent) - amerykańska moneta o wartości 1/100 dolara, bita w latach 1793-1857 z czystej miedzi. Jest znacząco większa od przyjętego w 1857 roku małego centa (ang. small cent), który jest produkowany w niezmienionych rozmiarze do dziś. Masa miedzi była dwukrotnie zmniejszana w historii, jednak zawsze wynosiła równo dwukrotność masy półcentówki.

## Historia
Moneta została zatwierdzona przez Kongres Stanów Zjednoczonych 2 kwietnia 1792 roku wraz dziewięcioma innymi monetami na mocy ustawy wprowadzającej nową walutę. Jej masa i skład zostały ustalone 11 dwt (17,1 g) czystej miedzi. Jeszcze przed rozpoczęciem produkcji 14 lipca 1793 roku wydano ustawę zmniejszającą zawartość miedzi do 208 gr  (13,48 g), a następnie 29 stycznia 1796 roku Kongres zatwierdził ponowne zmniejszenie masy miedzi zawartej w monecie do 7 dtw  (10,89 g) wydane przez prezydenta Jerzego Waszyngtona. Prezydent był uprawniony do tej decyzji na mocy ustawy z 3 marca 1795.  
Miedziane monety jednocentowe nie zdobyły popularności wśród mieszkańców Stanów Zjednoczonych, aż do Wojny Secesyjnej. Były używane jedynie w dużych miastach Wschodniego Wybrzeża. Na wsiach przyjmowano tylko srebrne monety. Jednakże główną przeszkodą była niepopularność systemu dziesiątkowego. W obiegu były hiszpańskie i latynoamerykańskie monety dzielące dolara na 1/2 - 50 centów, 1/4 - 25 centów, 1/8 - 12½ centa, 1/16 - 6 ¼ centa i 1/32 - 3⅛  centa. W północnych częściach państwa używano powszechnie monet brytyjskich (szylingów, pensów i farthingów) według różnych przeliczników na części dolara i podawano w nich ceny. 
W 1857 roku Kongres zatwierdził ustawę wprowadzającą nową monetę jednocentową tzw. małego centa (ang. small cent) wykonanego z 12% niklu i 88% miedzi. Tym samym zaniechano produkcji dużego centa i półcentówki. Jako pierwszy z małych centów pojawił się Flying Eagle cent o średnicy 19 mm. Taki rozmiar centówek jest utrzymywany do dziś. 
Przez całą produkcję wielokrotnie zmieniano średnice i wygląd monety. Z tego powodu numizmatycy wyróżniają między innymi sześć różnych wariantów dużych centówek z datą 1797, a z większości lat przynajmniej dwie.

## Warianty
- Flowing Hair - 1793

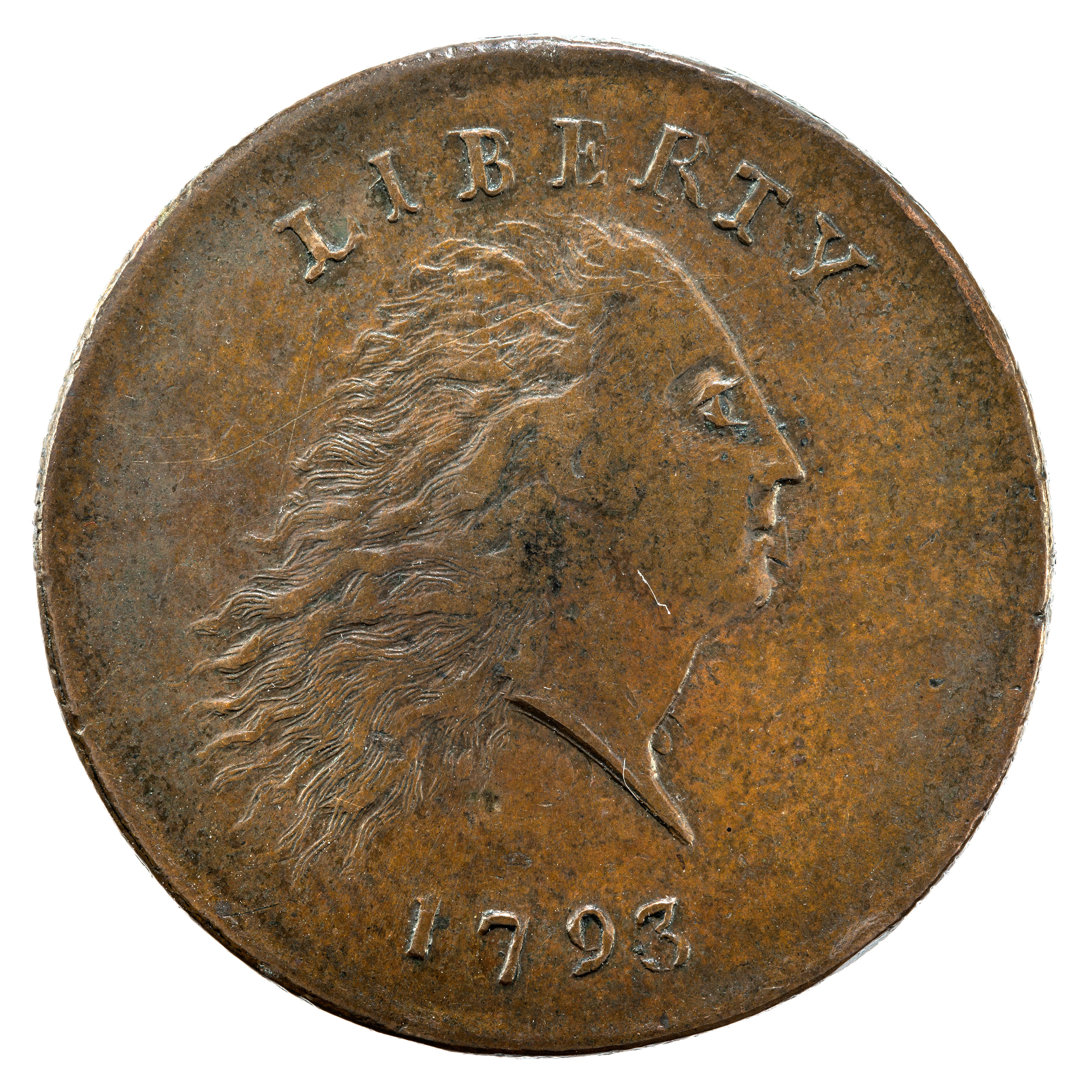
Flowing Hair

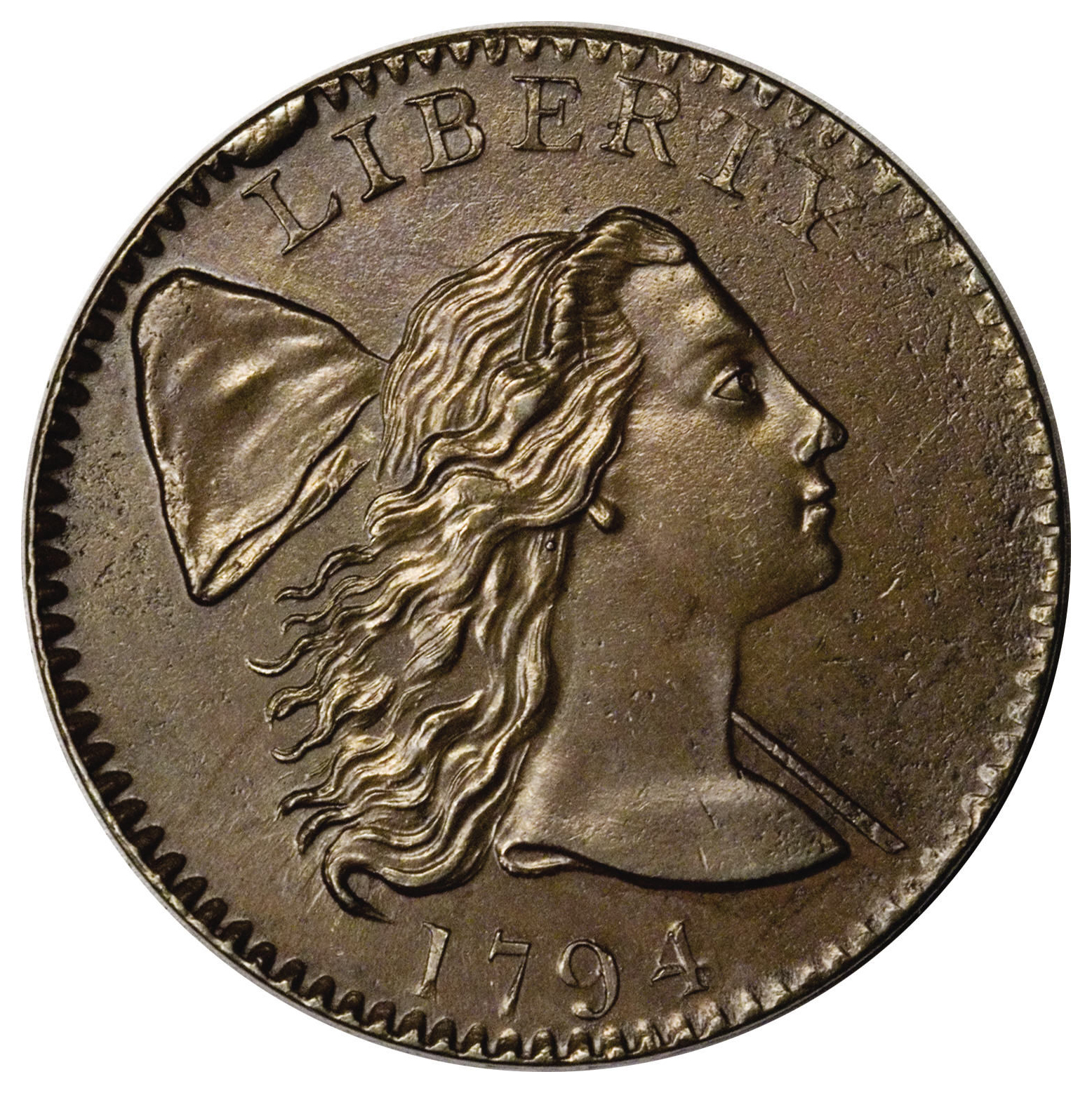
Liberty Cap

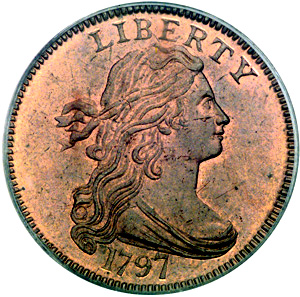
Draped Bust

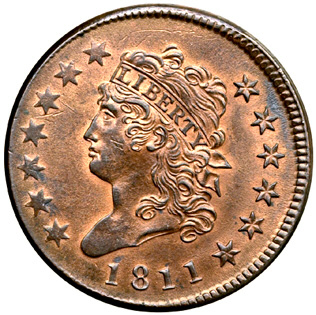
Classic Head

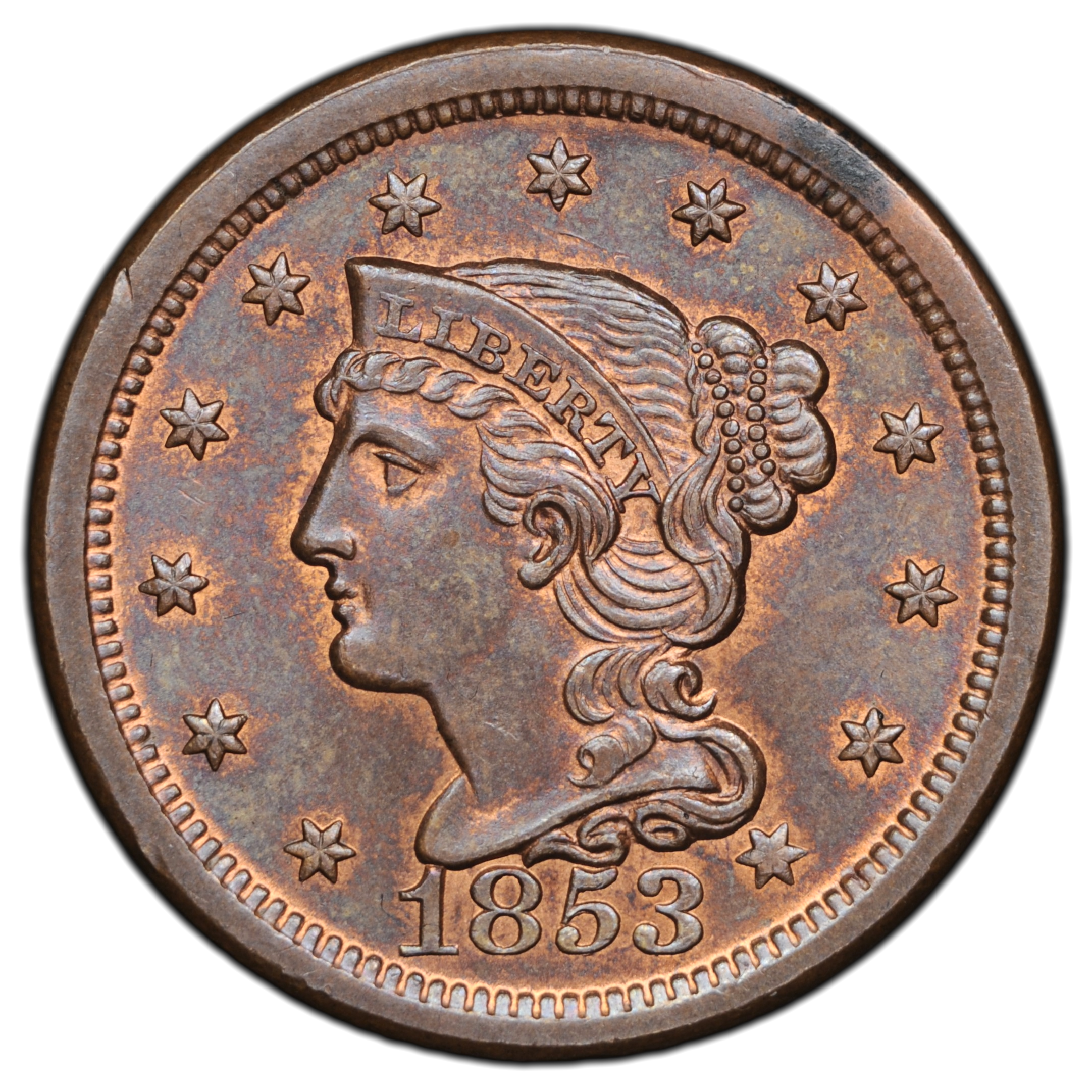
Liberty Head

- Liberty Cap - od 1793 do 17976 roku
- Draped Bust - od 1796 do 1807 roku
- Classic Head - od 1808 do 1814 roku
- Liberty Head - od 1816 do 1857 roku[7]